# Northville (comté de Suffolk, New York)
Pour les articles homonymes, voir Northville.
Northville est une census-designated place du comté de Suffolk, dans l'État de New York, aux États-Unis,. En 2020, elle compte une population de 1 566 habitants.